# Камешник (Шекснинский район)
Камешник — деревня в Шекснинском районе Вологодской области. Входит в состав сельского поселения Ершовское.
Расстояние до районного центра Шексны по автодороге — 55 км. Ближайшие населённые пункты — Дерягино, Березник, Киргоды.
По переписи 2002 года население — 66 человек (25 мужчин, 41 женщина). Всё население — русские.